# Palacio consistorial del X Distrito de París
El palacio consistorial del décimo distrito de Paris es el edificio que alberga los servicios municipales del 10 distrito de París, Francia. Se encuentra en el número 72 de la rue du Faubourg-Saint-Martin.

## Historia

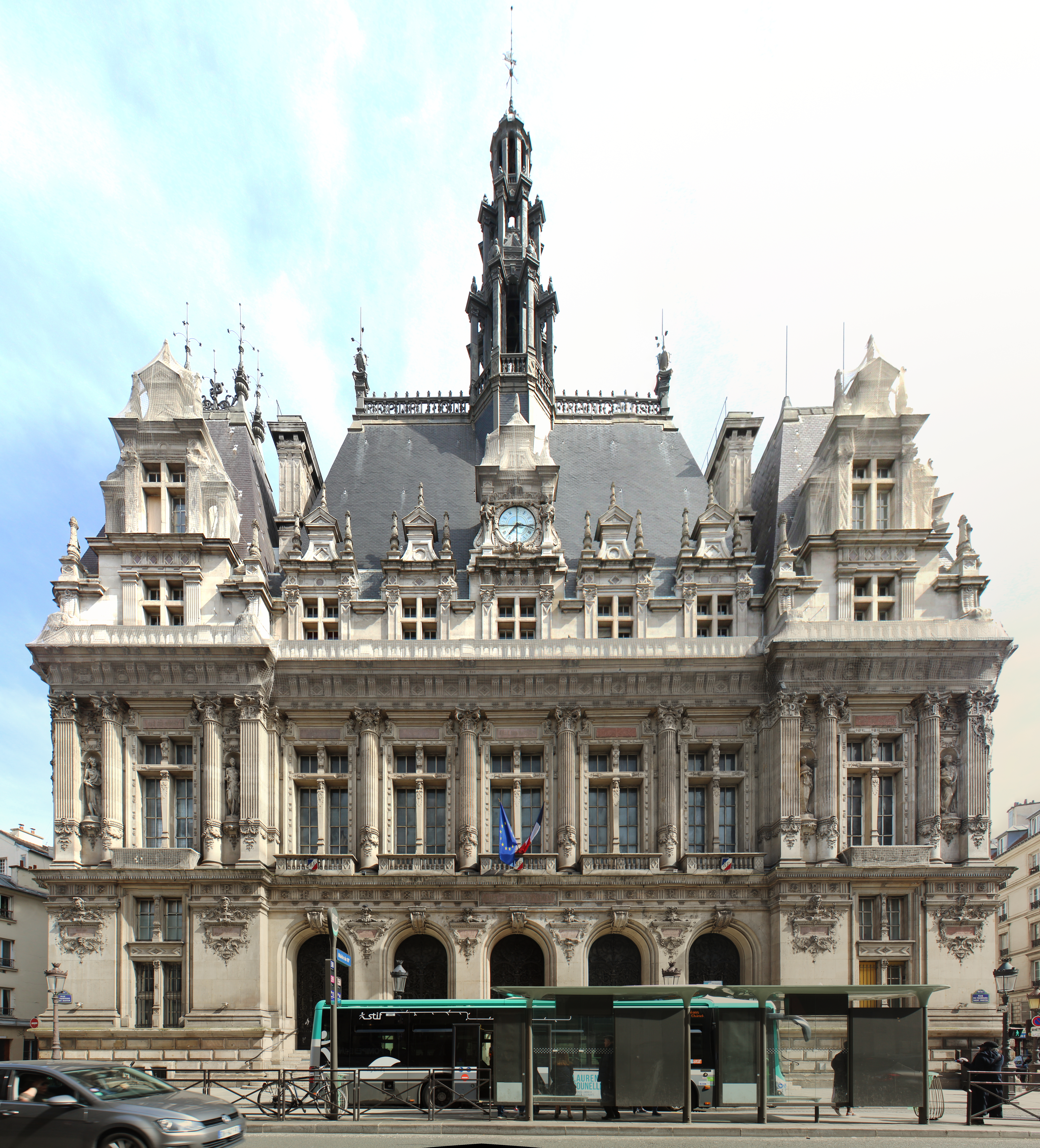
Fachada principal.

El consistorio tuvo varias ubicaciones sucesivas, en el año IX, 1800-1801, se trasladó del antiguo presbiterio de la iglesia de Saint-Laurent a un edificio que por entonces llevaba el número 30 de la rue de Bondy, ahora rue René-Boulanger. 
En 1811, los servicios municipales fueron trasladados al número 2 rue de la Grange-aux-Belles, hora 32, rue de Lancry.
En 1823, se trasladó de nuevo al 24 de la rue Thévenot, donde permaneció hasta 1832 antes de volver al 20 de la rue de Bondy, ahora rue René-Boulanger.
Finalmente, el 1 de julio de 1849 se instaló en el antiguo cuartel de la Guardia Municipal, en la rue du Faubourg-Saint-Martin, donde será reconstruido. 
Inicialmente se propusieron tres ubicaciones:
- la prisión de Saint-Lazare ,
- una ubicación por determinar en el bloque formado por la rue du Faubourg-Saint-Martin y la rue des Récollets, el quai de Valmy, la rue des Vinaigriers y el boulevard de Magenta ,
- la ubicación actual, en el bloque formado por las calles de Faubourg-Saint-Martin, du Château-d'Eau, Pierre-Bullet y Hittorf.

## Edificio

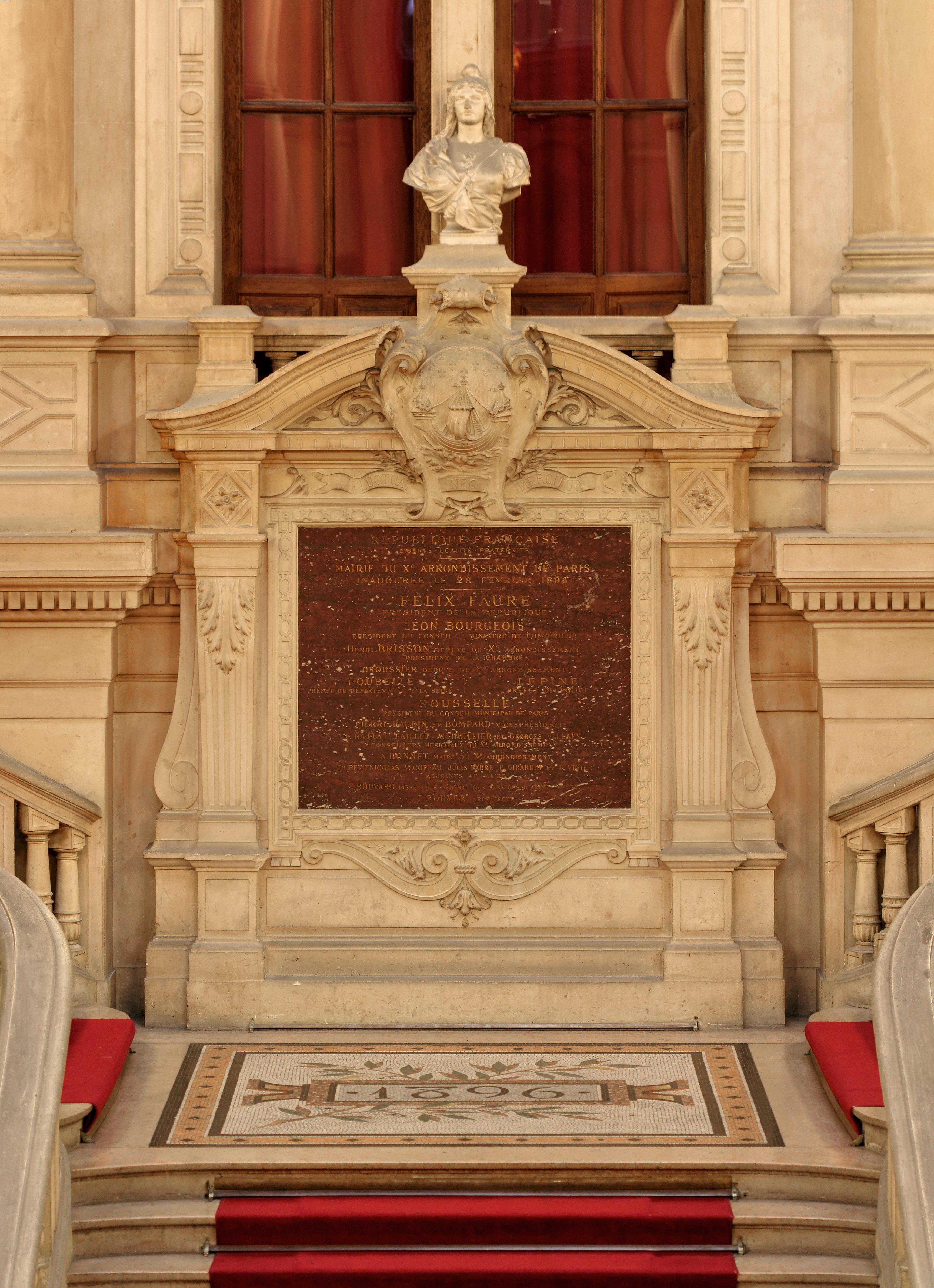
Placa conmemorativa de la inauguración del ayuntamiento del 10 distrito en.

### Arquitectura exterior
El programa se establece bajo la supervisión de Charles Garnier y Adolphe Alphand.
En 1889 el consejo municipal eligió el proyecto del arquitecto Eugène Rouyer. El importe de la obra asciende a 2 750 000 francs, siendo el consistorio de París cuya construcción será la más cara. esta comenzó el 10 de enero de 1892, siendo inaugurado en 1896, en presencia del Presidente de la República Félix Faure.
Eugène Rouyer, cuyo proyecto de reconstrucción del Hôtel de Ville había quedado segundo en el concurso convocado tras su incendio en 1871, se inspiró en la parte central del mismo para la construcción de este edificio, superando por la monumentalidad y la abundancia de decoraciones
Aprovechó el paso del municipio a la izquierda, alrededor de 1875, y la redistribución, en beneficio de las edificaciones civiles, de fondos antes destinados a la decoración de iglesias.
Las esculturas de la fachada, finalizadas en 1906, representan los oficios del barrio
- Los perfumes de Ernest-Eugène Chrétien.
- El Teatro de Gaston Veuvenot Leroux.
- Pasamanerías de Henri Barrau.
- La fábrica de vidrio de Louis Demaille.
- El bordado de Emmanuel de Moncel de Perrin.
- Cerámica de Raoul Larche.
- Orfebrería de Jean Carlus.
- Las flores artificiales de Julien Caussé.

Entre 2019 y 2022, las fachadas que dan a la rue du Faubourg-Saint-Martin y a la rue du Château-d'Eau fueron objeto de una extensa restauración patrimonial, dirigida por la ciudad de París y el ayuntamiento del distrito 10. El programa de restauración previo también la restauración de las otras dos fachadas del edificio.

### Decoraciones interiores
Su interior también está ricamente decorado. Un amplio tramo de escalones conduce a una hilera de cinco arcos de medio punto, a través de los cuales se llega al vestíbulo de entrada. Se accede luego a una majestuosa escalera principal, diseñada con dobles tramos, que descansa sobre arcos carpinteros. En su parte superior, una logia salpicada de columnas con capiteles corintios permite admirar el conjunto de la gran sala, en la planta baja.
Dominando la fachada principal, el salón de bodas incluye un altorrelieve de Jules Dalou, La Fraternité, 1885, y un lienzo de Henri Martin, La Famille. En la parte trasera, con vistas a la rue Pierre Bullet, el salón del pueblo está decorado con varios murales en forma de alegorías, obras de los artistas Henri Bonis, Auguste François-Marie Gorguet, Paul Baudoüin, Marcel Mangin, Julien Thibaudeau, Henry -Jean-Louis Bourreau, Lionel Royer . La oficina del alcalde también tiene un bronce de Mathurin Moreau que representa a Aristófanes.
 

En 2021, se restauró el salón de bodas y se restauró su decoración original, que data de 1905 

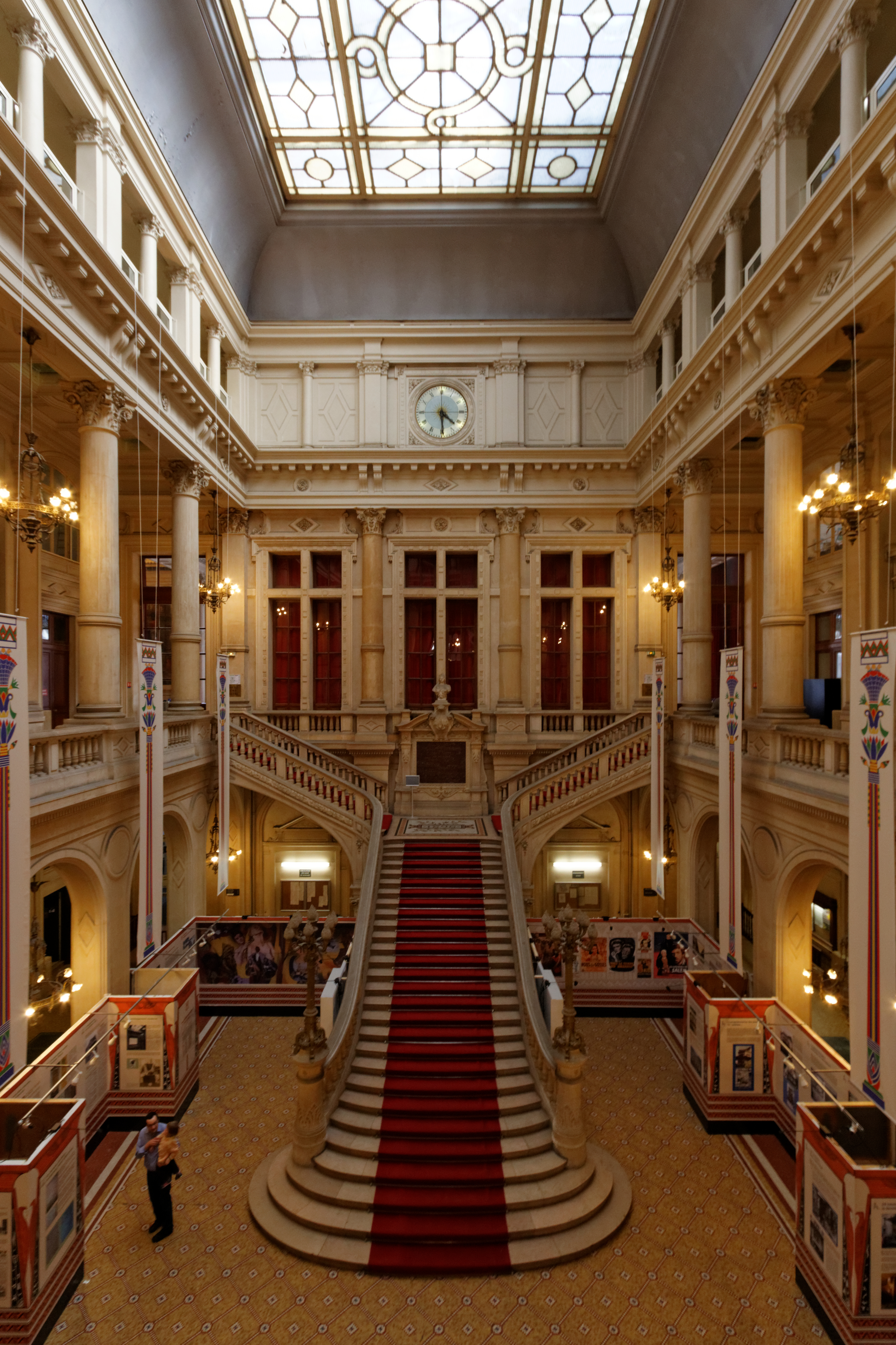
La escalera principal del ayuntamiento.
Logia en el 2.º piso.
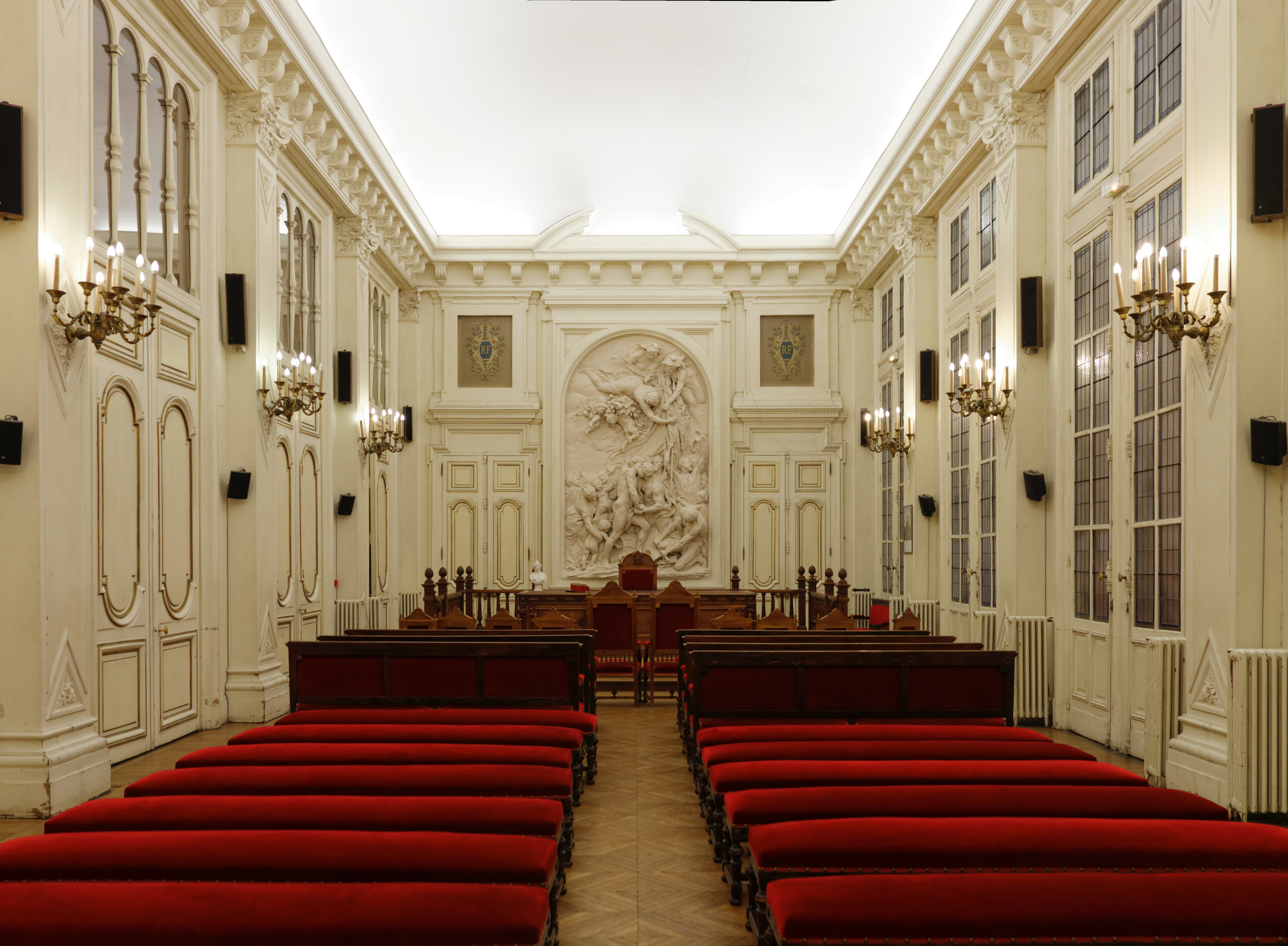
El salón de bodas.
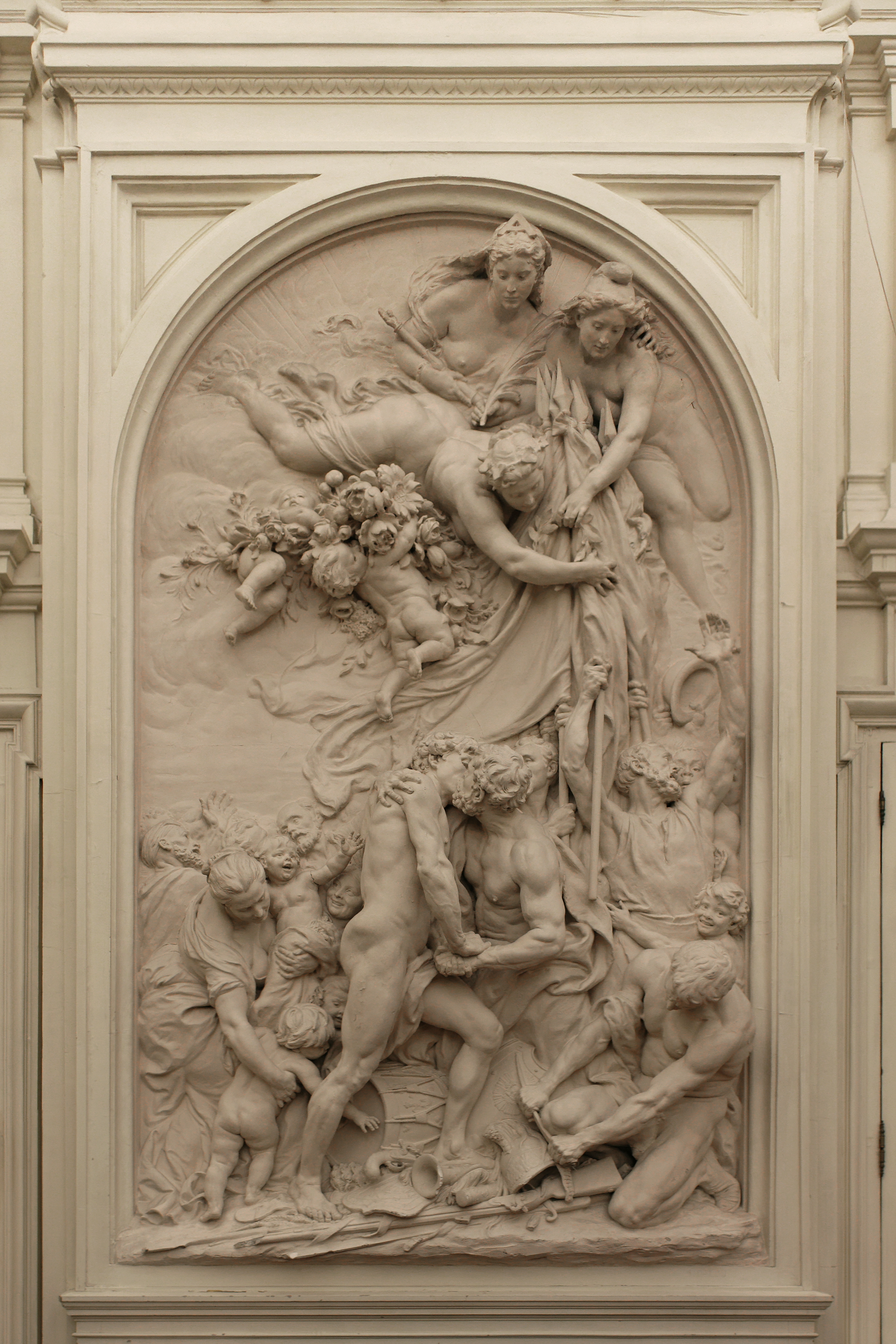
La Fraternité, de Jules Dalou, en el salón de bodas.
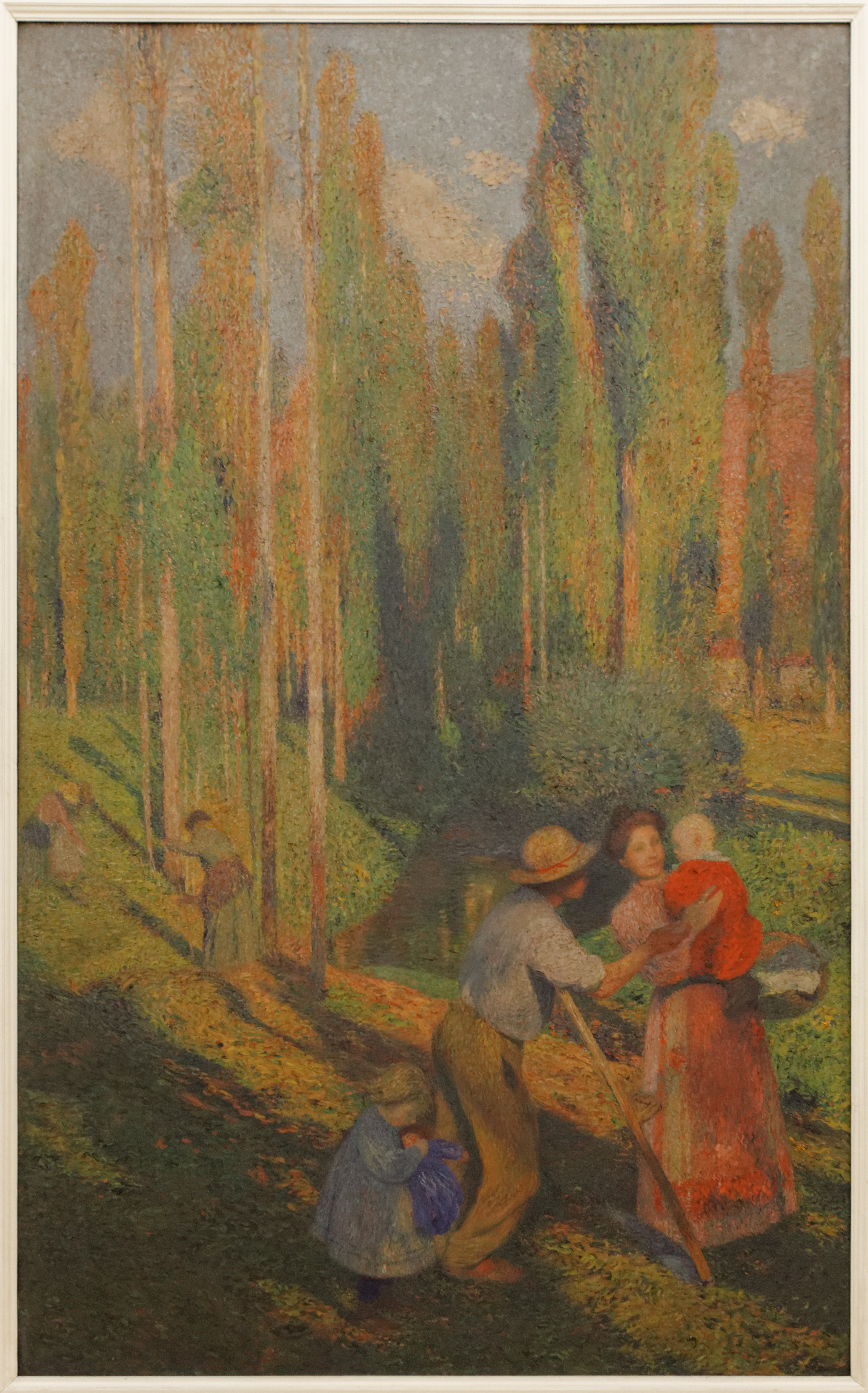
La Famille, de Henri Martin, en el salón de bodas.
La antigua corte de magistrados .
La oficina del alcalde.
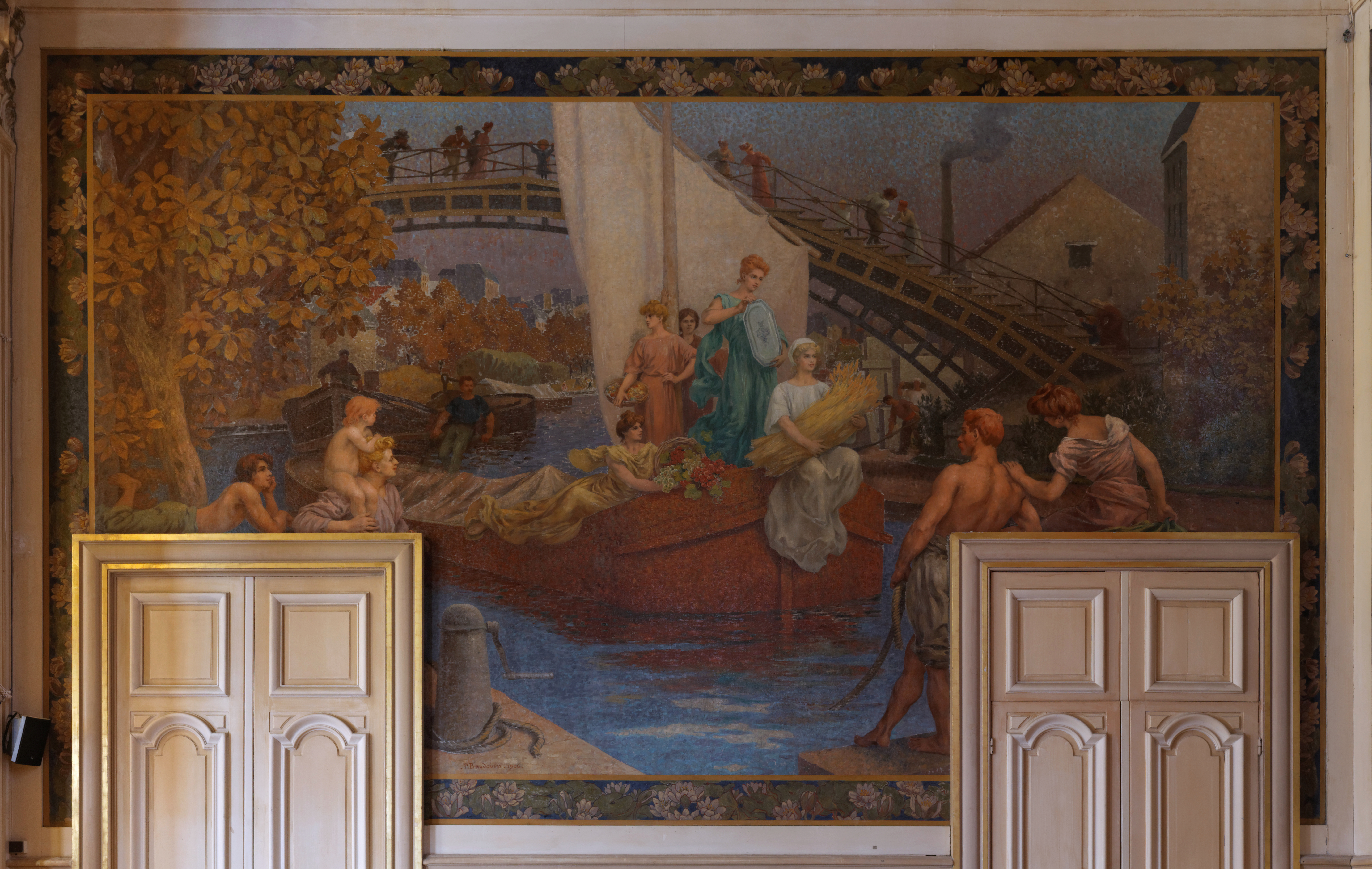
Decoración del ayuntamiento, de Paul Baudoüin, que representa el canal Saint-Martin .
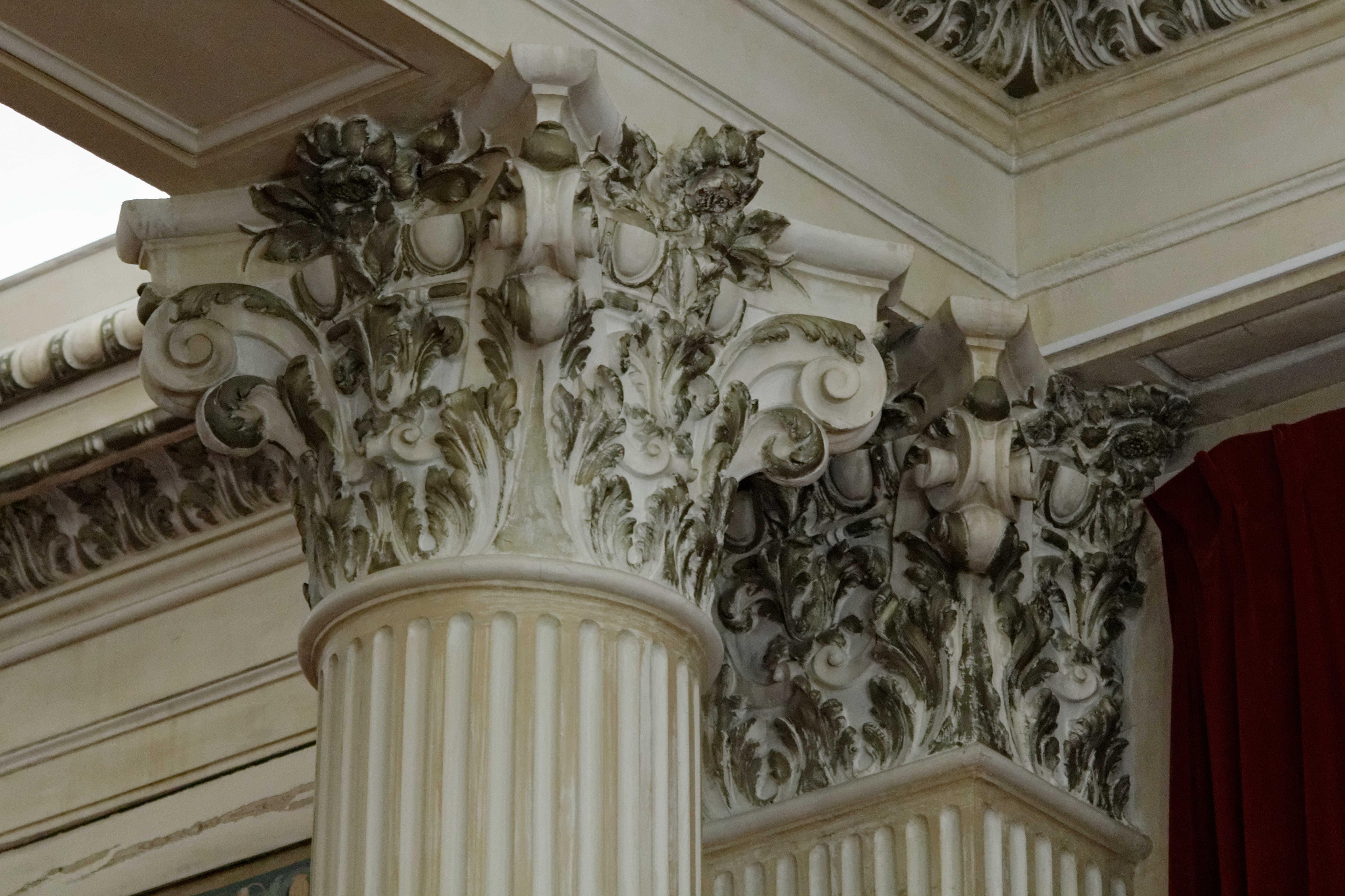
Detalle : los capiteles del ayuntamiento.
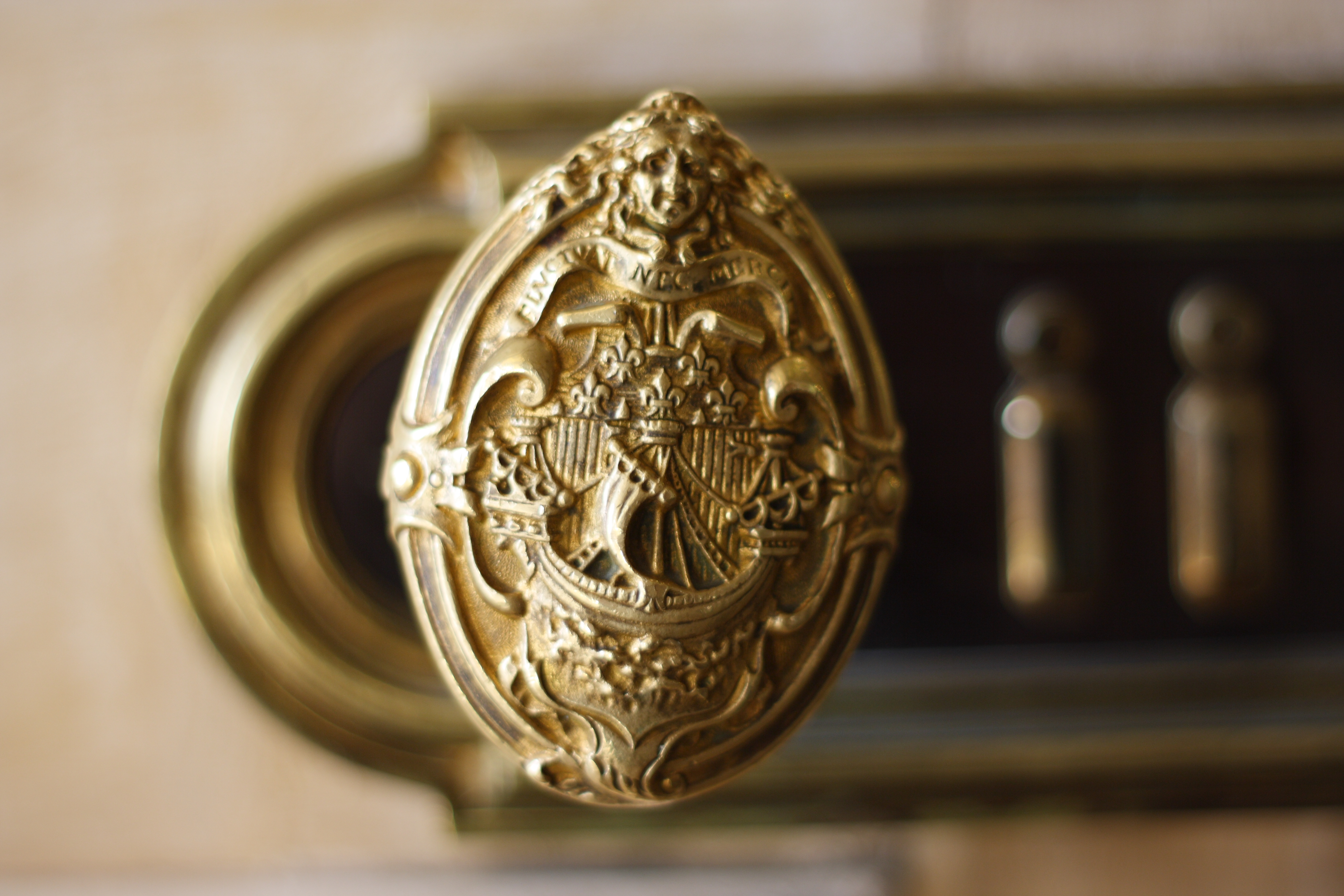
Detalle : una manija de puerta con el escudo de armas de la ciudad de París.

## Consejo Municipal de la Juventud
Al igual que los demás distritos parisinos, este creó un Consejo de la Juventud para jóvenes de 13 a 25 años. Fue objeto de un estudio científico de Maria Giuseppina Bruna. A la luz de la historia de la democracia participativa juvenil, este artículo explora y descifra, a través del prisma maussiano del don, el funcionamiento del Consejo de la Juventud del 10 10. Describe las normas y procesos de regulación endógena mientras desarrolla la noción del primer don” regalo de ciudadanía por parte del político frente a los jóvenes implicados en el cuerpo.